# Ryōgo Yamasaki
Ryogo Yamasaki (jap. 山﨑 凌吾 Yamasaki Ryōgo; ur. 20 września 1992 w Okayama) – japoński piłkarz. Obecnie występuje w Kyoto Sandze.

## Statystyki

### Klubowe
(aktualne na koniec sezonu 2023)
| Klub               | Sezon              | Liga               | Liga  | Liga   | Puchar Cesarza | Puchar Cesarza | Puchar J.League | Puchar J.League | AFC   | AFC    | Suma  | Suma   |
| Klub               | Sezon              | Liga               | Mecze | Bramki | Mecze          | Bramki         | Mecze           | Bramki          | Mecze | Bramki | Mecze | Bramki |
| ------------------ | ------------------ | ------------------ | ----- | ------ | -------------- | -------------- | --------------- | --------------- | ----- | ------ | ----- | ------ |
| Sagan Tosu         | 2014               | J1 League          | 0     | 0      | –              | –              | 2               | 0               | –     | –      | 2     | 0      |
| Sagan Tosu         | 2015               | J1 League          | 1     | 0      | 0              | 0              | 4               | 0               | –     | –      | 5     | 0      |
| Ogólnie            | Ogólnie            | Ogólnie            | 1     | 0      | 0              | 0              | 6               | 0               |       |        | 7     | 0      |
| Tokushima Vortis   | 2016               | J2 League          | 40    | 5      | 1              | 0              | –               | –               | –     | –      | 41    | 5      |
| Tokushima Vortis   | 2017               | J2 League          | 34    | 14     | 0              | 0              | –               | –               | –     | –      | 34    | 14     |
| Tokushima Vortis   | 2018               | J2 League          | 18    | 3      | 0              | 0              | –               | –               | –     | –      | 18    | 3      |
| Ogólnie            | Ogólnie            | Ogólnie            | 92    | 22     | 1              | 0              | 0               | 0               | –     | –      | 93    | 22     |
| Shonan Bellmare    | 2018               | J1 League          | 16    | 4      | 0              | 0              | 5               | 1               | –     | –      | 21    | 5      |
| Shonan Bellmare    | 2019               | J1 League          | 31    | 5      | 0              | 0              | 2               | 0               | –     | –      | 33    | 5      |
| Nagoya Grampus     | 2020               | J1 League          | 26    | 1      | –              | –              | 4               | 1               | –     | –      | 30    | 2      |
| Nagoya Grampus     | 2021               | J1 League          | 25    | 3      | 1              | 0              | 0               | 0               | 6     | 4      | 32    | 7      |
| Kyoto Sanga F.C.   | 2022               | J1 League          | 15    | 1      | 1              | 2              | 4               | 1               | –     | –      | 20    | 4      |
| Kyoto Sanga F.C.   | 2023               | J1 League          | 22    | 2      | 1              | 0              | 3               | 2               | –     | –      | 26    | 4      |
| Ogólnie            | Ogólnie            | Ogólnie            | 135   | 16     | 3              | 2              | 18              | 5               | 6     | 4      | 162   | 27     |
| Ogólnie w karierze | Ogólnie w karierze | Ogólnie w karierze | 228   | 38     | 4              | 2              | 24              | 5               | 6     | 4      | 262   | 49     |

## Sukcesy
Shonan Bellmare
- Puchar J.League: 2018[3]

Nagoya Grampus
- Puchar J.League: 2021[4]